# Proton AG
Proton AG är ett schweiziskt techbolag som erbjuder integritetsfokuserade onlinetjänster. Det grundades 2014 av en grupp vetenskapsmän som träffades på CERN och skapade Proton Mail.
Företagets produkter är Proton Mail, Proton VPN, Proton Calendar, Proton Drive,  Proton Pass och  Proton Wallet. Det är också moderbolaget till SimpleLogin och Standard Notes.

## Historia
Proton Mail lanserades som en offentlig beta den 16 maj, 2014, av en grupp vetenskapsmän som träffades på CERN. Företaget finansierades i början genom crowdfunding och bildades som Proton Technologies AG i juli 2014 och blev sedan förkortat till Proton AG. I juni 2017 lanserade företaget sin andra produkt, Proton VPN.
Den 8 april 2022 köpte Proton det nystartade franska e-postaliasföretaget SimpleLogin.
Den 14 april 2022 förkortade Proton Technologies AG sitt namn till Proton AG som en del av sitt unifierande nya varumärke.
Den 10 maj 2022 blev Proton AG en World Economic Forum Partner.
Den 25 maj 2022 unifierade Proton AG sina produkter under en valfri enkel prenumeration som kallas Proton Unlimited och kostar 9,99 US$. Användargränssnitten och logotyperna för deras tjänster gjordes också om för att vara mer koncisa.
Den 18 april 18 2023 hade Proton nått 100 miljoner konton.
Den 12 april 2024 köpte Proton anteckningsappen Standard Notes.
Protons grundare berättade offentligt den 17 juni 2024 att Proton AG då var majoritetsägt av Proton Foundation. De nuvarande ledamötena av styrelsen är Andy Yen, Antonio Gambardella, Carissa Véliz, Tim Berners-Lee och Dingchao Lu.

## Produkter

### Proton Mail
Proton Mail släpptes som en offentlig beta den 16 maj 2014 som en end-to-end-krypterad e-posttjänst efter ett års crowdfunding. Proton Mail 2.0 släpptes 14 Aagusti 2015 med open source frontendklienter och en omskriven kodbas.
Den 18 juli 2024 lanserade Proton en privat AI-skrivassistent för Proton Mail. Scribe kan hjälpa till att skriva, korrekturläsa, förkorta eller formalisera e-postmeddelanden. Användare kan köra AI-assistenten lokalt på sina enheter eller genom Protons servrar. Proton Scribe är endast tillgängligt för prenumerationspaketen Proton Visionary, Family och Duo. Proton Business-användare kan lägga till Proton Scribe som ett betalt tillägg till sina existerande Business-prenumerationer.

### Proton VPN
Efter ett års crowdfunding lanserade Proton Mail appen Proton VPN den 22 maj 2017, en säker VPN-tjänsteleverantör. Den har en policy mot loggning och är placerad i Schweiz och har skydd mot läckor av DNS och WebRTC IP-adress. Det går att komma åt den online via Tor, vanliga internet och dess mobilappar.